# Kim Cheol-min
Dans ce nom coréen, le nom de famille, Kim, précède le nom personnel.
Pour les articles homonymes, voir Kim.
Kim Cheol-min est un patineur de vitesse sud-coréen né le 29 novembre 1992 à Séoul. Il remporte la médaille d'argent de la poursuite par équipes aux Jeux olympiques d'hiver de 2014 à Sotchi.